# فضيحة جنسية

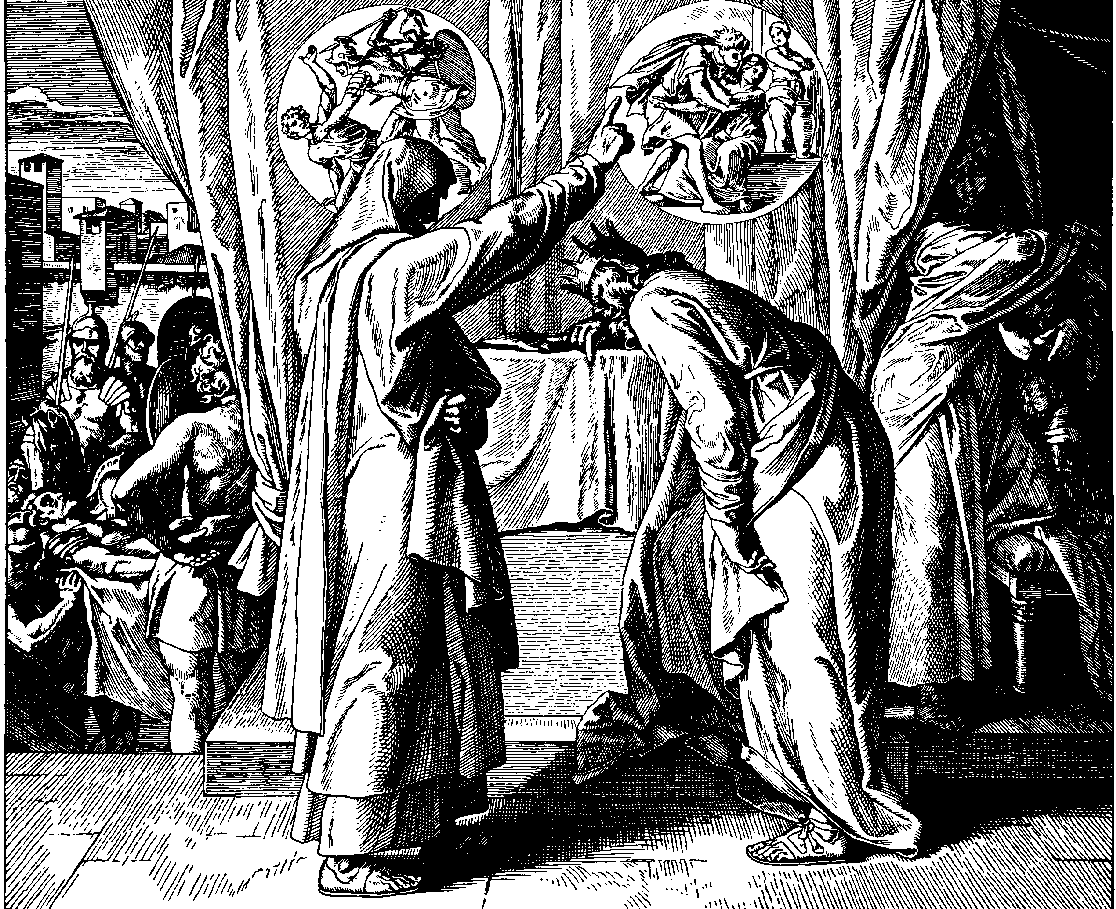

فضيحة جنسية هي الفضيحة التي تنطوي على ادعاءات أو معلومات عن الأنشطة الجنسية التي يفعلها العامة. وكثيرا ما ترتبط بين نجوم السينما ورجال السياسة، أو غيرهم في نظر الجمهور، وتكبر وتنتشر الفضيحة على حسب مكانة الشخص المعني بها. وقد تكون الفضيحة حقيقة، أو نتاج ادعاءات كاذبة، أو مزيج من الاثنين معا.